# Équipe de France de football à la Coupe du monde 2022
Cet article relate le parcours de l'équipe de France de football lors de la Coupe du monde organisée au Qatar du 20 novembre au 18 décembre 2022. Les Bleus sont les champions du monde en titre après leur sacre lors du Mondial 2018 en Russie.
Sortis d'une campagne ratée en ligue des Nations durant l'été 2022, les Bleus subissent également une série très importante de forfaits de joueurs-cadres, notamment N'Golo Kanté et Paul Pogba blessés, et au dernier moment, celui de Karim Benzema, récemment récompensé du Ballon d'Or. S'ajoute la grave blessure de Lucas Hernandez dès le match d'ouverture. 
Alors que depuis 2010, les champions du monde en titre ont systématiquement été éliminés au premier tour, les Bleus franchissent cet obstacle en deux matches, dominant l'Australie 4-1 puis le Danemark 2-1. Cela permet à Didier Deschamps de faire jouer ses remplaçants pour la dernière rencontre de poule face à la Tunisie qui remporte une victoire de prestige 1-0, ce qui ne l'empêche pas d'être éliminée, ni la France de terminer première de son groupe. 
Par la suite, dans un parcours marqué par les performances de Kylian Mbappé, la France élimine la Pologne 3-1 en huitièmes de finale, passe un test probant face à l'Angleterre en quarts (2-1) puis bat le Maroc 2-0 pour devenir la première équipe depuis le Brésil en 1998 à revenir en finale de la Coupe du monde en tant que tenante du titre. Pour sa quatrième finale de Coupe du monde après 1998, 2006 et 2018, elle affronte l'Argentine avec en jeu pour les deux équipes une troisième étoile sur le maillot, dans ce qui sera considéré à postériori comme une des plus belles finales de l'histoire. En effet, Lionel Messi et ses coéquipiers se détachent 2-0 en première mi temps face aux Bleus qui prennent l'eau et ne comptent pas le moindre tir vers le but adverse en 70 minutes. Mais un doublé de Mbappé en 97 secondes ramène les deux équipes à égalité. Elles jouent les prolongations, Messi marque encore, Mbappé égalise à 3-3, réalisant un exceptionnel triplé en finale (une première depuis 1966 avec l'Anglais Geoff Hurst) et tout se joue lors d'une séance de tirs au but dont l'Argentine sort gagnante.  
Kylian Mbappé, auteur de 8 buts finit meilleur buteur de la compétition, et de jeunes joueurs, qui n'étaient pas destinés au départ à jouer les premiers rôles, comme Randal Kolo-Muani, Dayot Upamecano ou Ibrahima Konaté et Marcus Thuram se sont révélés, aux côtés de joueurs-cadres comme Olivier Giroud, Antoine Griezmann, Hugo Lloris, Raphaël Varane ou Adrien Rabiot. L'équipe de France termine le mondial avec 16 buts marqués et 8 buts encaissés.

## Préparation de l'événement

### Contexte
Le parcours de l’équipe de France de football lors de la Coupe du monde de football 2022 se déroule après l'échec à l'Euro 2020 où le premier tour contre l'Allemagne, la Hongrie et le Portugal a été   compliqué, l'équipe de France étant éliminée en huitième de finale par la Suisse (3-3, après prolongation, défaite 4-5 aux tirs au but) en juin 2021.
En octobre 2021, les Bleus remportent la Ligue des nations en s'imposant face à la Belgique puis l'Espagne.
En novembre 2021, elle se qualifie directement pour la Coupe du monde 2022 au Qatar, grâce à sa première place du Groupe D de la zone Europe, ce qui lui permet de disputer sa seizième phase finale.
Mais les Bleus retombent dans une série négative lors de la Ligue des Nations 2022-2023, pendant laquelle non seulement ils perdent leur titre gagné lors de l'édition précédente, mais également en passant tout près de la relégation en Ligue B, avec un bilan famélique d'une victoire, 2 nuls et surtout 3 défaites. De plus, les incertitudes s'accumulent avec les blessures mais aussi des affaires extra-sportives comme une sombre rumeur de maraboutage concernant Paul Pogba.
Le contexte avant le mondial est donc fortement perturbé.

### Qualification
| Rang | Équipe             | Pts | J | G | N | P | Bp | Bc | Diff |  | Résultats (▼ dom., ► ext.) |     |     |     |     |     |
| ---- | ------------------ | --- | - | - | - | - | -- | -- | ---- |  | -------------------------- | --- | --- | --- | --- | --- |
| 1    | France             | 18  | 8 | 5 | 3 | 0 | 18 | 3  | +15  |  | France                     |     | 1-1 | 2-0 | 1-1 | 8-0 |
| 2    | Ukraine            | 12  | 8 | 2 | 6 | 0 | 11 | 8  | +3   |  | Ukraine                    | 1-1 |     | 1-1 | 1-1 | 1-1 |
| 3    | Finlande           | 11  | 8 | 3 | 2 | 3 | 10 | 10 | 0    |  | Finlande                   | 0-2 | 1-2 |     | 2-2 | 1-0 |
| 4    | Bosnie-Herzégovine | 7   | 8 | 1 | 4 | 3 | 9  | 12 | -3   |  | Bosnie-Herzégovine         | 0-1 | 0-2 | 1-3 |     | 2-2 |
| 5    | Kazakhstan         | 3   | 8 | 0 | 3 | 5 | 5  | 20 | -15  |  | Kazakhstan                 | 0-2 | 2-2 | 0-2 | 0-2 |     |

| 1er match                  | France        | 1 - 1                         | Ukraine       |                                                                                     |                                                                                     |
| 24 mars 2021 20h45 (UTC+1) | Griezmann 19e | (1 - 0)                       | 57e Sydorchuk | Stade de France, Saint-Denis Spectateurs : 0 (huis-clos) Arbitrage : Tobias Stieler | Stade de France, Saint-Denis Spectateurs : 0 (huis-clos) Arbitrage : Tobias Stieler |
| 24 mars 2021 20h45 (UTC+1) | Pavard 30e    | Rapport (FIFA) Rapport (UEFA) |               | Stade de France, Saint-Denis Spectateurs : 0 (huis-clos) Arbitrage : Tobias Stieler | Stade de France, Saint-Denis Spectateurs : 0 (huis-clos) Arbitrage : Tobias Stieler |

| 2e match                   | Kazakhstan | 0 - 2                         | France                        |                                                                               |                                                                               |
| 28 mars 2021 19h00 (UTC+6) |            | (0 - 2)                       | 19e Dembélé · 44e (csc) Malyi | Astana Arena, Astana Spectateurs : 0 (huis-clos) Arbitrage : Alexeï Koulbakov | Astana Arena, Astana Spectateurs : 0 (huis-clos) Arbitrage : Alexeï Koulbakov |
| 28 mars 2021 19h00 (UTC+6) |            | Rapport (FIFA) Rapport (UEFA) | 88e Dembélé                   | Astana Arena, Astana Spectateurs : 0 (huis-clos) Arbitrage : Alexeï Koulbakov | Astana Arena, Astana Spectateurs : 0 (huis-clos) Arbitrage : Alexeï Koulbakov |

| 3e match                   | Bosnie-Herzégovine                                    | 0 - 1                         | France                             |                                                                                 |                                                                                 |
| 31 mars 2021 20h45 (UTC+2) |                                                       | (0 - 0)                       | 60e Griezmann                      | Stade Grbavica, Sarajevo Spectateurs : 0 (huis-clos) Arbitrage : Daniele Orsato | Stade Grbavica, Sarajevo Spectateurs : 0 (huis-clos) Arbitrage : Daniele Orsato |
| 31 mars 2021 20h45 (UTC+2) | Hadžikadunić 15e · Saničanin 54e · Hadžiahmetović 69e | Rapport (FIFA) Rapport (UEFA) | 51e Varane · 66e Lemar · 79e Pogba | Stade Grbavica, Sarajevo Spectateurs : 0 (huis-clos) Arbitrage : Daniele Orsato | Stade Grbavica, Sarajevo Spectateurs : 0 (huis-clos) Arbitrage : Daniele Orsato |

| 4e match                         | France                    | 1 - 1                         | Bosnie-Herzégovine | | |
| 1er septembre 2021 20h45 (UTC+2) | Griezmann 40e             | (1 - 1)                       | 36e Džeko          | Stade de la Meinau, Strasbourg Spectateurs : 21 754 Arbitrage : Sandro Schärer Arbitre vidéo : Fedayi San | Stade de la Meinau, Strasbourg Spectateurs : 21 754 Arbitrage : Sandro Schärer Arbitre vidéo : Fedayi San |
| 1er septembre 2021 20h45 (UTC+2) | Veretout 30e · Koundé 51e | Rapport (FIFA) Rapport (UEFA) | 76e Hadžiahmetović | Stade de la Meinau, Strasbourg Spectateurs : 21 754 Arbitrage : Sandro Schärer Arbitre vidéo : Fedayi San | Stade de la Meinau, Strasbourg Spectateurs : 21 754 Arbitrage : Sandro Schärer Arbitre vidéo : Fedayi San |

| 5e match                       | Ukraine                          | 1 - 1                         | France       | | |
| 4 septembre 2021 21h45 (UTC+3) | Chaparenko 44e                   | (1 - 0)                       | 50e Martial  | Stade olympique, Kiev Spectateurs : 48 000 Arbitrage : Slavko Vinčić Arbitre vidéo : Bastian Dankert | Stade olympique, Kiev Spectateurs : 48 000 Arbitrage : Slavko Vinčić Arbitre vidéo : Bastian Dankert |
| 4 septembre 2021 21h45 (UTC+3) | Yarmolenko 89e · Malinovskyi 90e | Rapport (FIFA) Rapport (UEFA) | 89e Kimpembe | Stade olympique, Kiev Spectateurs : 48 000 Arbitrage : Slavko Vinčić Arbitre vidéo : Bastian Dankert | Stade olympique, Kiev Spectateurs : 48 000 Arbitrage : Slavko Vinčić Arbitre vidéo : Bastian Dankert |

| 6e match                       | France            | 2 - 0                         | Finlande                               | | |
| 7 septembre 2021 20h45 (UTC+2) | Griezmann 25e 54e | (1 - 0)                       |                                        | Parc Olympique lyonnais, Décines-Charpieu Spectateurs : 57 057 Arbitrage : Deniz Aytekin Arbitre vidéo : Christian Dingert | Parc Olympique lyonnais, Décines-Charpieu Spectateurs : 57 057 Arbitrage : Deniz Aytekin Arbitre vidéo : Christian Dingert |
| 7 septembre 2021 20h45 (UTC+2) |                   | Rapport (FIFA) Rapport (UEFA) | 3e Schüller · 65e Pukki · 72e Arajuuri | Parc Olympique lyonnais, Décines-Charpieu Spectateurs : 57 057 Arbitrage : Deniz Aytekin Arbitre vidéo : Christian Dingert | Parc Olympique lyonnais, Décines-Charpieu Spectateurs : 57 057 Arbitrage : Deniz Aytekin Arbitre vidéo : Christian Dingert |

| 7e match                       | France                                                                      | 8 - 0                           | Kazakhstan                   | | |
| 13 novembre 2021 20h45 (UTC+1) | Mbappé 6e 12e 32e 87e · Benzema 55e 59e · Rabiot 75e · Griezmann 84e (pen.) | (3 - 0)                         |                              | Parc des Princes, Paris Spectateurs : 45 551 Arbitrage : Glenn Nyberg Arbitre vidéo : Jochem Kamphuis | Parc des Princes, Paris Spectateurs : 45 551 Arbitrage : Glenn Nyberg Arbitre vidéo : Jochem Kamphuis |
| 13 novembre 2021 20h45 (UTC+1) | Benzema 52e                                                                 | Rapports (FIFA) Rapports (UEFA) | 51e Omirtayev · 86e Vasilyev | Parc des Princes, Paris Spectateurs : 45 551 Arbitrage : Glenn Nyberg Arbitre vidéo : Jochem Kamphuis | Parc des Princes, Paris Spectateurs : 45 551 Arbitrage : Glenn Nyberg Arbitre vidéo : Jochem Kamphuis |

| 8e match                       | Finlande    | 0 - 2                         | France                   | | |
| 16 novembre 2021 21h45 (UTC+2) |             | (0 - 0)                       | 66e Benzema · 76e Mbappé | Stade olympique, Helsinki Spectateurs : 31 890 Arbitrage : Marco Guida Arbitre vidéo : Paolo Valeri | Stade olympique, Helsinki Spectateurs : 31 890 Arbitrage : Marco Guida Arbitre vidéo : Paolo Valeri |
| 16 novembre 2021 21h45 (UTC+2) | Schüller 9e | Rapport (FIFA) Rapport (UEFA) |                          | Stade olympique, Helsinki Spectateurs : 31 890 Arbitrage : Marco Guida Arbitre vidéo : Paolo Valeri | Stade olympique, Helsinki Spectateurs : 31 890 Arbitrage : Marco Guida Arbitre vidéo : Paolo Valeri |

## Préparation

### Matchs de préparation à la Coupe du monde
Liste détaillée des matches de la France depuis sa qualification à la Coupe du monde :

#### Match amicaux
| 1er match                  | France                        | 2 - 1   | Côte d'Ivoire        |                                                                            |                                                                            |
| 25 mars 2022 21h15 (UTC+2) | Giroud 22e · Tchouaméni 90+3e | (1 - 1) | 19e Pépé             | Stade Vélodrome, Marseille Spectateurs : 62 510 Arbitrage : Vítor Ferreira | Stade Vélodrome, Marseille Spectateurs : 62 510 Arbitrage : Vítor Ferreira |
| 25 mars 2022 21h15 (UTC+2) |                               | Rapport | 7e Seri · 90e Konaté | Stade Vélodrome, Marseille Spectateurs : 62 510 Arbitrage : Vítor Ferreira | Stade Vélodrome, Marseille Spectateurs : 62 510 Arbitrage : Vítor Ferreira |

| 2e match                   | France                                                                | 5 - 0   | Afrique du Sud                    |                                                                                        |                                                                                        |
| 29 mars 2022 21h15 (UTC+2) | Mbappé 23e 76e (pen.) · Giroud 33e · Ben Yedder 81e · Guendouzi 90+2e | (2 - 0) |                                   | Stade Pierre-Mauroy, Villeneuve-d'Ascq Spectateurs : 48 120 Arbitrage : Sandro Schärer | Stade Pierre-Mauroy, Villeneuve-d'Ascq Spectateurs : 48 120 Arbitrage : Sandro Schärer |
| 29 mars 2022 21h15 (UTC+2) | Rabiot 67e                                                            | Rapport | 66e Monare · 74e Xulu · 84e Mudau | Stade Pierre-Mauroy, Villeneuve-d'Ascq Spectateurs : 48 120 Arbitrage : Sandro Schärer | Stade Pierre-Mauroy, Villeneuve-d'Ascq Spectateurs : 48 120 Arbitrage : Sandro Schärer |

#### Ligue des Nations
| 1er match                 | France      | 1 - 2   | Danemark          | | |
| 3 juin 2022 20h45 (UTC+2) | Benzema 51e | (0 - 0) | 68e 88e Cornelius | Stade de France, Saint-Denis Spectateurs : 75 833 Arbitrage : Felix Zwayer Arbitre vidéo : Christian Dingert | Stade de France, Saint-Denis Spectateurs : 75 833 Arbitrage : Felix Zwayer Arbitre vidéo : Christian Dingert |
| 3 juin 2022 20h45 (UTC+2) |             | Rapport | 73e Nelsson       | Stade de France, Saint-Denis Spectateurs : 75 833 Arbitrage : Felix Zwayer Arbitre vidéo : Christian Dingert | Stade de France, Saint-Denis Spectateurs : 75 833 Arbitrage : Felix Zwayer Arbitre vidéo : Christian Dingert |

| 2e match                  | Croatie             | 1 - 1   | France       | | |
| 6 juin 2022 20h45 (UTC+2) | Kramarić 83e (pen.) | (0 - 0) | 52e Rabiot   | Stade de Poljud, Split Spectateurs : 30 000 Arbitrage : Marco Guida Arbitre vidéo : Marco Di Bello | Stade de Poljud, Split Spectateurs : 30 000 Arbitrage : Marco Guida Arbitre vidéo : Marco Di Bello |
| 6 juin 2022 20h45 (UTC+2) | Vida 21e            | Rapport | 84e Kimpembe | Stade de Poljud, Split Spectateurs : 30 000 Arbitrage : Marco Guida Arbitre vidéo : Marco Di Bello | Stade de Poljud, Split Spectateurs : 30 000 Arbitrage : Marco Guida Arbitre vidéo : Marco Di Bello |

| 3e match                   | Autriche                                           | 1 - 1   | France     | | |
| 10 juin 2022 20h45 (UTC+2) | Weimann 37e                                        | (1 - 0) | 83e Mbappé | Stade Ernst-Happel, Vienne Spectateurs : 44 800 Arbitrage : Anastasios Sidiropoulos Arbitre vidéo : Massimiliano Irrati | Stade Ernst-Happel, Vienne Spectateurs : 44 800 Arbitrage : Anastasios Sidiropoulos Arbitre vidéo : Massimiliano Irrati |
| 10 juin 2022 20h45 (UTC+2) | Lainer 9e · Seiwald 17e · Sabitzer 89e · Danso 90e | Rapport |            | Stade Ernst-Happel, Vienne Spectateurs : 44 800 Arbitrage : Anastasios Sidiropoulos Arbitre vidéo : Massimiliano Irrati | Stade Ernst-Happel, Vienne Spectateurs : 44 800 Arbitrage : Anastasios Sidiropoulos Arbitre vidéo : Massimiliano Irrati |

| 4e match                   | France                                  | 0 - 1   | Croatie          | | |
| 13 juin 2022 20h45 (UTC+2) |                                         | (0 - 1) | 5e (pen.) Modrić | Stade de France, Saint-Denis Spectateurs : 77 410 Arbitrage : Orel Grinfeld Arbitre vidéo : Marco Fritz | Stade de France, Saint-Denis Spectateurs : 77 410 Arbitrage : Orel Grinfeld Arbitre vidéo : Marco Fritz |
| 13 juin 2022 20h45 (UTC+2) | Guendouzi 18e · Pavard 62e · Rabiot 67e | Rapport | 50e Brozović     | Stade de France, Saint-Denis Spectateurs : 77 410 Arbitrage : Orel Grinfeld Arbitre vidéo : Marco Fritz | Stade de France, Saint-Denis Spectateurs : 77 410 Arbitrage : Orel Grinfeld Arbitre vidéo : Marco Fritz |

| 5e match                        | France                  | 2 - 0   | Autriche    | | |
| 22 septembre 2022 20h45 (UTC+2) | Mbappé 56e · Giroud 65e | (0 - 0) |             | Stade de France, Saint-Denis Spectateurs : 70 188 Arbitrage : Andreas Ekberg Arbitre vidéo : José María Sánchez Martínez | Stade de France, Saint-Denis Spectateurs : 70 188 Arbitrage : Andreas Ekberg Arbitre vidéo : José María Sánchez Martínez |
| 22 septembre 2022 20h45 (UTC+2) |                         | Rapport | 38e Weimann | Stade de France, Saint-Denis Spectateurs : 70 188 Arbitrage : Andreas Ekberg Arbitre vidéo : José María Sánchez Martínez | Stade de France, Saint-Denis Spectateurs : 70 188 Arbitrage : Andreas Ekberg Arbitre vidéo : José María Sánchez Martínez |

| 6e match                        | Danemark                     | 2 - 0   | France | | |
| 25 septembre 2022 20h45 (UTC+2) | Dolberg 34e · Skov Olsen 39e | (2 - 0) |        | Parken Stadium, Copenhague Spectateurs : 36 064 Arbitrage : István Kovács Arbitre vidéo : Christian Dingert | Parken Stadium, Copenhague Spectateurs : 36 064 Arbitrage : István Kovács Arbitre vidéo : Christian Dingert |
| 25 septembre 2022 20h45 (UTC+2) | Delaney 54e · Højlund 80e    | Rapport |        | Parken Stadium, Copenhague Spectateurs : 36 064 Arbitrage : István Kovács Arbitre vidéo : Christian Dingert | Parken Stadium, Copenhague Spectateurs : 36 064 Arbitrage : István Kovács Arbitre vidéo : Christian Dingert |

## Effectif
La liste de joueurs sélectionnés est dévoilée le mercredi 9 novembre 2022 par Didier Deschamps lors du Journal de 20 heures de TF1. Elle compte alors 25 joueurs. On note l'absence des milieux de terrain N'Golo Kanté (blessure aux ischio-jambiers) et Paul Pogba (blessure au genou), champions du monde en 2018, contraints de déclarer forfait. La France doit ainsi composer sans son milieu titulaire. On note aussi l'absence de Mike Maignan, blessé également.
Le 14 novembre, premier jour du rassemblement et date limite pour le dépôt de la liste définitive auprès de la FIFA, Deschamps appelle en renfort un 26e et dernier joueur, Marcus Thuram, qui vient ainsi compléter l'effectif. En outre, le même jour, Axel Disasi est appelé pour remplacer Presnel Kimpembe, forfait. Le 15 novembre, veille du départ pour le Qatar, la Fédération française de football annonce le forfait de Christopher Nkunku, victime d'une entorse au genou gauche après un choc reçu à l'entraînement. Son remplaçant, Randal Kolo Muani, rejoint la sélection au Qatar le 17 novembre. La veille du début de la compétition, Karim Benzema, ballon d'or 2022, déclare lui aussi forfait à la suite d'une déchirure à la cuisse gauche. Ce dernier n'est pas remplacé, la liste définitive est donc composée de 25 joueurs, mais Karim Benzema continue à faire partie de la liste officielle enregistrée auprès de la FIFA. Le 22 novembre à la 9e minute du premier match de la France, sur l'action où l'Australie ouvre le score, (la France s'imposera 4-1), Lucas Hernandez prend un mauvais appui et se blesse sévèrement au genou droit ; il doit quitter le terrain et est forfait pour le reste de la compétition. Avec 4 représentants, le Bayern Munich est le club le plus représenté dans l'effectif français.  
| Numéro / Nom       | Numéro / Nom        | Club                     | Date de naissance et âge*  | J.              | Buts            |                 |                 |                 |
| Gardiens de but    | Gardiens de but     | Gardiens de but          | Gardiens de but            | Gardiens de but | Gardiens de but | Gardiens de but | Gardiens de but | Gardiens de but |
| ------------------ | ------------------- | ------------------------ | -------------------------- | --------------- | --------------- | --------------- | --------------- | --------------- |
| 01                 | Hugo Lloris         | Tottenham Hotspur        | 26 décembre 1986 (35 ans)  | 6               | 0               | 0               | 0               | 0               |
| 16                 | Steve Mandanda      | Stade rennais FC         | 28 mars 1985 (37 ans)      | 1               | 0               | 0               | 0               | 0               |
| 23                 | Alphonse Areola     | West Ham United          | 27 février 1993 (29 ans)   | 0               | 0               | 0               | 0               | 0               |
| Défenseurs         |                     |                          |                            |                 |                 |                 |                 |                 |
| 02                 | Benjamin Pavard     | Bayern Munich            | 28 mars 1996 (26 ans)      | 1               | 0               | 0               | 0               | 0               |
| 03                 | Axel Disasi         | AS Monaco                | 11 mars 1998 (24 ans)      | 3               | 0               | 0               | 0               | 0               |
| 04                 | Raphaël Varane      | Manchester United        | 25 avril 1993 (29 ans)     | 6               | 0               | 0               | 0               | 0               |
| 05                 | Jules Koundé        | FC Barcelone             | 12 novembre 1998 (24 ans)  | 6               | 0               | 1               | 0               | 0               |
| 17                 | William Saliba      | Arsenal FC               | 24 mars 2001 (21 ans)      | 1               | 0               | 0               | 0               | 0               |
| 18                 | Dayot Upamecano     | Bayern Munich            | 27 octobre 1998 (24 ans)   | 5               | 0               | 0               | 0               | 0               |
| 21                 | Lucas Hernandez     | Bayern Munich            | 14 février 1996 (26 ans)   | 1               | 0               | 0               | 0               | 0               |
| 22                 | Théo Hernandez      | AC Milan                 | 6 octobre 1997 (25 ans)    | 6               | 1               | 1               | 0               | 0               |
| 24                 | Ibrahima Konaté     | Liverpool FC             | 25 mai 1999 (23 ans)       | 6               | 0               | 0               | 0               | 0               |
| Milieux de terrain |                     |                          |                            |                 |                 |                 |                 |                 |
| 06                 | Mattéo Guendouzi    | Olympique de Marseille   | 14 avril 1999 (23 ans)     | 1               | 0               | 0               | 0               | 0               |
| 08                 | Aurélien Tchouaméni | Real Madrid              | 27 janvier 2000 (22 ans)   | 7               | 1               | 1               | 0               | 0               |
| 13                 | Youssouf Fofana     | AS Monaco                | 10 janvier 1999 (23 ans)   | 6               | 0               | 0               | 0               | 0               |
| 14                 | Adrien Rabiot       | Juventus FC              | 3 avril 1995 (27 ans)      | 6               | 1               | 1               | 0               | 0               |
| 15                 | Jordan Veretout     | Olympique de Marseille   | 1er mars 1993 (29 ans)     | 1               | 0               | 0               | 0               | 0               |
| 25                 | Eduardo Camavinga   | Real Madrid              | 10 novembre 2002 (20 ans)  | 2               | 0               | 0               | 0               | 0               |
| Attaquants         |                     |                          |                            |                 |                 |                 |                 |                 |
| 07                 | Antoine Griezmann   | Atlético de Madrid       | 21 mars 1991 (31 ans)      | 7               | 0               | 1               | 0               | 0               |
| 09                 | Olivier Giroud      | AC Milan                 | 30 septembre 1986 (36 ans) | 6               | 4               | 1               | 0               | 0               |
| 10                 | Kylian Mbappé       | Paris Saint-Germain      | 20 décembre 1998 (23 ans)  | 7               | 8               | 0               | 0               | 0               |
| 11                 | Ousmane Dembélé     | FC Barcelone             | 15 mai 1997 (25 ans)       | 7               | 0               | 1               | 0               | 0               |
| 12                 | Randal Kolo Muani   | Eintracht Francfort      | 5 décembre 1998 (23 ans)   | 3               | 1               | 0               | 0               | 0               |
| 20                 | Kingsley Coman      | Bayern Munich            | 13 juin 1996 (26 ans)      | 6               | 0               | 0               | 0               | 0               |
| 26                 | Marcus Thuram       | Borussia Mönchengladbach | 6 août 1997 (25 ans)       | 5               | 0               | 1               | 0               | 0               |
| 19                 | Karim Benzema       | Real Madrid              | 19 décembre 1987 (34 ans)  | 0               | 0               | 0               | 0               | 0               |
| Sélectionneur      |                     |                          |                            |                 |                 |                 |                 |                 |
|                    | Didier Deschamps    |                          | 15 octobre 1968 (54 ans)   |                 |                 |                 |                 |                 |

* NB : Les âges sont calculés au début de la Coupe du monde 2022, le 20 novembre 2022. Tableau mis à jour le 6 décembre 2022.

## Compétition

### Hébergement
L'équipe de France a choisi comme camp de base pour la compétition l'hôtel Al-Messila, une structure hôtelière de grand luxe propriété du groupe Marriott.
Dès le 13 octobre 2022 ce choix est l'objet d'une polémique à la suite de la diffusion d'une enquête sur les conditions de vie du personnel travaillant à l'hôtel. Cette enquête diffusée dans le magazine Complément d'enquête sur France 2 met en évidence les conditions déplorables de l'hébergement des salariés, dans un quartier éloigné de Doha, sans transports en commun, sans espaces verts. Les bâtiments sont vétustes, avec des toilettes insalubres, des chambres exigües où s'entassent les travailleurs. La réponse de Noël Le Graët, « Ce n’est pas insoluble ça, c’est un coup de peinture », fait jaser jusqu'au sommet de l’État puisque la ministre des sports Amélie Oudéa-Castéra réagit promptement en considérant cette réponse comme « hors sol et manquant d’humanité et même de lucidité ». Face à la polémique, l'OIT propose une grille d'évaluation pour vérifier le respect des règles de travail au sein de l'hôtel, mais la FFF ne répond même pas à cette proposition, contrairement aux fédérations anglaises, américaines, belges et danoises.

### Format et tirage au sort
Le tirage au sort de la Coupe du monde a lieu le vendredi 1er avril 2022 au Centre des expositions à Doha. C’est le classement de mars qui est pris en compte, la sélection se classe 3e du classement FIFA, et est placée dans le chapeau 1.

### Premier tour - Groupe D
|   | Équipe    | Pts | J | G | N | P | Bp | Bc | Diff |
| 1 | France    | 6   | 3 | 2 | 0 | 1 | 6  | 3  | +3   |
| 2 | Australie | 6   | 3 | 2 | 0 | 1 | 3  | 4  | -1   |
| 3 | Tunisie   | 4   | 3 | 1 | 1 | 1 | 1  | 1  | 0    |
| 4 | Danemark  | 1   | 3 | 0 | 1 | 2 | 1  | 3  | -2   |

| 6  | 22 novembre 2022 | Danemark  | 0 - 0 | Tunisie   |
| 5  | 22 novembre 2022 | France    | 4 - 1 | Australie |
| 21 | 26 novembre 2022 | Tunisie   | 0 - 1 | Australie |
| 23 | 26 novembre 2022 | France    | 2 - 1 | Danemark  |
| 37 | 30 novembre 2022 | Australie | 1 - 0 | Danemark  |
| 38 | 30 novembre 2022 | Tunisie   | 1 - 0 | France    |

#### France - Australie
| Match 5                                                      | France                                                                                           | 4 - 1   | Australie            | Stade Al-Janoub, Al Wakrah                                                 |                                                                            |
| 22 novembre 2022 · 22:00 (UTC+3) · Historique des rencontres | ( T. Hernandez) Rabiot 27e · ( Rabiot) Giroud 32e · ( Dembélé) Mbappé 68e · ( Mbappé) Giroud 71e | (2 - 1) | 9e Goodwin (Leckie ) | Spectateurs : 40 875 Arbitrage : Victor Gomes Arbitre vidéo : Drew Fischer | Spectateurs : 40 875 Arbitrage : Victor Gomes Arbitre vidéo : Drew Fischer |
| 22 novembre 2022 · 22:00 (UTC+3) · Historique des rencontres | Rapport                                                                                          |         |                      | Spectateurs : 40 875 Arbitrage : Victor Gomes Arbitre vidéo : Drew Fischer | Spectateurs : 40 875 Arbitrage : Victor Gomes Arbitre vidéo : Drew Fischer |

| France | Australie |

| FRANCE :         |    |                     |   |     |
|                  |    |                     |   |     |
| Gardien de but   | 01 | Hugo Lloris         |   |     |
|                  | 21 | Lucas Hernandez     |   | 13e |
|                  | 18 | Dayot Upamecano     |   |     |
|                  | 24 | Ibrahima Konaté     |   |     |
|                  | 02 | Benjamin Pavard     |   | 89e |
|                  | 08 | Aurélien Tchouaméni | 0 | 77e |
|                  | 14 | Adrien Rabiot       |   |     |
|                  | 07 | Antoine Griezmann   |   |     |
|                  | 10 | Kylian Mbappé       |   |     |
|                  | 09 | Olivier Giroud      |   | 89e |
|                  | 11 | Ousmane Dembélé     |   | 77e |
| Remplaçants :    |    |                     |   |     |
|                  | 22 | Théo Hernandez      |   | 13e |
|                  | 13 | Youssouf Fofana     |   | 77e |
|                  | 20 | Kingsley Coman      |   | 77e |
|                  | 05 | Jules Koundé        |   | 89e |
|                  | 26 | Marcus Thuram       |   | 89e |
| Sélectionneur :  |    |                     |   |     |
| Didier Deschamps |    |                     |   |     |

| AUSTRALIE :     |    |                    |       |     |
|                 |    |                    |       |     |
| Gardien de but  | 01 | Mathew Ryan        |       |     |
|                 | 16 | Aziz Behich        |       |     |
|                 | 04 | Kye Rowles         |       |     |
|                 | 19 | Harry Souttar      |       |     |
|                 | 03 | Nathaniel Atkinson |       | 85e |
|                 | 13 | Aaron Mooy         | 90+5e |     |
|                 | 22 | Jackson Irvine     | 80e   | 85e |
|                 | 14 | Riley McGree       |       | 73e |
|                 | 23 | Craig Goodwin      |       | 73e |
|                 | 15 | Mitchell Duke      | 55e   | 56e |
|                 | 07 | Mathew Leckie      |       |     |
| Remplaçants :   |    |                    |       |     |
|                 | 25 | Jason Cummings     |       | 56e |
|                 | 11 | Awer Mabil         |       | 73e |
|                 | 21 | Garang Kuol        |       | 73e |
|                 | 26 | Keanu Baccus       |       | 85e |
|                 | 02 | Miloš Degenek      |       | 85e |
| Sélectionneur : |    |                    |       |     |
| Graham Arnold   |    |                    |       |     |

| Assistants : Zakhele Siwela Souru Phatsoane Quatrième arbitre : Salima Mukansanga Assistants arbitre vidéo : Adil Zourak Kyle Atkins Marco Fritz Homme du Match : Kylian Mbappé |

#### France - Danemark
| Match 23                                                     | France                                               | 2 - 1   | Danemark                    | Stade 974, Doha                                                                      |                                                                                      |
| 26 novembre 2022 · 19:00 (UTC+3) · Historique des rencontres | ( T. Hernandez) Mbappé 61e · ( Griezmann) Mbappé 86e | (0 - 0) | 68e Christensen (Andersen ) | Spectateurs : 42 860 Arbitrage : Szymon Marciniak Arbitre vidéo : Tomasz Kwiatkowski | Spectateurs : 42 860 Arbitrage : Szymon Marciniak Arbitre vidéo : Tomasz Kwiatkowski |
| 26 novembre 2022 · 19:00 (UTC+3) · Historique des rencontres | Rapport                                              |         |                             | Spectateurs : 42 860 Arbitrage : Szymon Marciniak Arbitre vidéo : Tomasz Kwiatkowski | Spectateurs : 42 860 Arbitrage : Szymon Marciniak Arbitre vidéo : Tomasz Kwiatkowski |

| France | Danemark |

| FRANCE :         |    |                     |     |       |
|                  |    |                     |     |       |
| Gardien de but   | 01 | Hugo Lloris         |     |       |
|                  | 22 | Théo Hernandez      |     |       |
|                  | 18 | Dayot Upamecano     |     |       |
|                  | 04 | Raphaël Varane      |     | 75e   |
|                  | 05 | Jules Koundé        | 43e |       |
|                  | 08 | Aurélien Tchouaméni |     |       |
|                  | 14 | Adrien Rabiot       |     |       |
|                  | 07 | Antoine Griezmann   |     | 90+3e |
|                  | 10 | Kylian Mbappé       |     |       |
|                  | 09 | Olivier Giroud      |     | 63e   |
|                  | 11 | Ousmane Dembélé     |     | 75e   |
| Remplaçants :    |    |                     |     |       |
|                  | 26 | Marcus Thuram       |     | 63e   |
|                  | 20 | Kingsley Coman      |     | 75e   |
|                  | 24 | Ibrahima Konaté     |     | 75e   |
|                  | 13 | Youssouf Fofana     |     | 90+3e |
| Sélectionneur :  |    |                     |     |       |
| Didier Deschamps |    |                     |     |       |

| DANEMARK :      |    |                          |     |       |
|                 |    |                          |     |       |
| Gardien de but  | 01 | Kasper Schmeichel        |     |       |
|                 | 03 | Victor Nelsson           |     |       |
|                 | 06 | Andreas Christensen      | 20e |       |
|                 | 02 | Joachim Andersen         |     |       |
|                 | 05 | Joakim Mæhle             |     |       |
|                 | 10 | Christian Eriksen        |     |       |
|                 | 23 | Pierre-Emile Højbjerg    |     |       |
|                 | 13 | Rasmus Nissen Kristensen |     | 90+2e |
|                 | 14 | Mikkel Damsgaard         |     | 73e   |
|                 | 21 | Andreas Cornelius        | 23e | 46e   |
|                 | 25 | Jesper Lindstrøm         |     | 85e   |
| Remplaçants :   |    |                          |     |       |
|                 | 09 | Martin Braithwaite       |     | 46e   |
|                 | 12 | Kasper Dolberg           |     | 73e   |
|                 | 15 | Christian Nørgaard       |     | 85e   |
|                 | 26 | Alexander Bah            |     | 90+2e |
| Sélectionneur : |    |                          |     |       |
| Kasper Hjulmand |    |                          |     |       |

| Assistants : Paweł Sokolnicki Tomasz Listkiewicz Quatrième arbitre : Ma Ning Assistants arbitre vidéo : Juan Martínez Munuera Taleb Al-Marri Alejandro Hernández Hernández Homme du Match : Kylian Mbappé |

#### Tunisie - France
| Match 38                                                     | Tunisie                | 1 - 0   | France | Stade Education City, Al Rayyan                                                  |                                                                                  |
| 30 novembre 2022 · 18:00 (UTC+3) · Historique des rencontres | ( Laïdouni) Khazri 58e | (0 - 0) |        | Spectateurs : 43 627 Arbitrage : Matthew Conger Arbitre vidéo : Abdulla Al-Marri | Spectateurs : 43 627 Arbitrage : Matthew Conger Arbitre vidéo : Abdulla Al-Marri |
| 30 novembre 2022 · 18:00 (UTC+3) · Historique des rencontres | Rapport                |         |        | Spectateurs : 43 627 Arbitrage : Matthew Conger Arbitre vidéo : Abdulla Al-Marri | Spectateurs : 43 627 Arbitrage : Matthew Conger Arbitre vidéo : Abdulla Al-Marri |

| Tunisie | France |

| TUNISIE :       |    |                          |     |     |
|                 |    |                          |     |     |
| Gardien de but  | 16 | Aymen Dahmen             |     |     |
|                 | 03 | Montassar Talbi          |     |     |
|                 | 04 | Yassine Meriah           |     |     |
|                 | 05 | Nader Ghandri            |     |     |
|                 | 12 | Ali Maaloul              |     |     |
|                 | 14 | Aïssa Laïdouni           |     |     |
|                 | 17 | Ellyes Skhiri            |     |     |
|                 | 21 | Wajdi Kechrida           | 28e |     |
|                 | 15 | Mohamed Ali Ben Romdhane |     | 74e |
|                 | 10 | Wahbi Khazri             |     | 60e |
|                 | 25 | Anis Ben Slimane         |     | 83e |
| Remplaçants :   |    |                          |     |     |
|                 | 09 | Issam Jebali             |     | 60e |
|                 | 18 | Ghailene Chaalali        |     | 74e |
|                 | 24 | Ali Abdi                 |     | 83e |
| Sélectionneur : |    |                          |     |     |
| Jalel Kadri     |    |                          |     |     |

| FRANCE :         |    |                     |  |     |
|                  |    |                     |  |     |
| Gardien de but   | 16 | Steve Mandanda      |  |     |
|                  | 25 | Eduardo Camavinga   |  |     |
|                  | 04 | Raphaël Varane      |  | 63e |
|                  | 24 | Ibrahima Konaté     |  |     |
|                  | 03 | Axel Disasi         |  |     |
|                  | 13 | Youssouf Fofana     |  | 73e |
|                  | 08 | Aurélien Tchouaméni |  |     |
|                  | 20 | Kingsley Coman      |  | 63e |
|                  | 15 | Jordan Veretout     |  | 63e |
|                  | 06 | Mattéo Guendouzi    |  | 79e |
|                  | 12 | Randal Kolo Muani   |  |     |
| Remplaçants :    |    |                     |  |     |
|                  | 17 | William Saliba      |  | 63e |
|                  | 10 | Kylian Mbappé       |  | 63e |
|                  | 14 | Adrien Rabiot       |  | 63e |
|                  | 07 | Antoine Griezmann   |  | 73e |
|                  | 11 | Ousmane Dembélé     |  | 79e |
| Sélectionneur :  |    |                     |  |     |
| Didier Deschamps |    |                     |  |     |

| Assistants : Mark Rule Tevita Makasini Quatrième arbitre : Salima Mukansanga Assistants arbitre vidéo : Muhammad Bin Jahari Taleb Al-Marri Fernando Guerrero Ramírez Homme du Match : Wahbi Khazri |

### Huitième de finale

#### France - Pologne
| Match 51                      | France                                                                | 3 - 1   | Pologne                  | Stade Al-Thumama, Doha                                                      |                                                                             |
| 4 décembre 2022 18h00 (UTC+3) | ( Mbappé) Giroud 44e · ( Dembélé) Mbappé 74e · ( Thuram) Mbappé 90+1e | (1 - 0) | 90+9e (pen.) Lewandowski | Spectateurs : 40 989 Arbitrage : Jesús Valenzuela Arbitre vidéo : Juan Soto | Spectateurs : 40 989 Arbitrage : Jesús Valenzuela Arbitre vidéo : Juan Soto |
| 4 décembre 2022 18h00 (UTC+3) | Rapport                                                               |         |                          | Spectateurs : 40 989 Arbitrage : Jesús Valenzuela Arbitre vidéo : Juan Soto | Spectateurs : 40 989 Arbitrage : Jesús Valenzuela Arbitre vidéo : Juan Soto |

| France | Pologne |

| FRANCE :         |    |                     |       |       |
|                  |    |                     |       |       |
| Gardien de but   | 01 | Hugo Lloris         |       |       |
|                  | 22 | Théo Hernandez      |       |       |
|                  | 18 | Dayot Upamecano     |       |       |
|                  | 04 | Raphaël Varane      |       |       |
|                  | 05 | Jules Koundé        |       | 90+2e |
|                  | 14 | Adrien Rabiot       |       |       |
|                  | 08 | Aurélien Tchouaméni | 0 31e | 66e   |
|                  | 10 | Kylian Mbappé       |       |       |
|                  | 07 | Antoine Griezmann   |       |       |
|                  | 11 | Ousmane Dembélé     |       | 76e   |
|                  | 09 | Olivier Giroud      |       | 76e   |
| Remplaçants :    |    |                     |       |       |
|                  | 13 | Youssouf Fofana     |       | 66e   |
|                  | 26 | Marcus Thuram       |       | 76e   |
|                  | 20 | Kingsley Coman      |       | 76e   |
|                  | 03 | Axel Disasi         |       | 90+2e |
| Sélectionneur :  |    |                     |       |       |
| Didier Deschamps |    |                     |       |       |

| POLOGNE :           |    |                       |     |     |
|                     |    |                       |     |     |
| Gardien de but      | 01 | Wojciech Szczęsny     |     |     |
|                     | 18 | Bartosz Bereszyński   | 47e |     |
|                     | 14 | Jakub Kiwior          |     | 87e |
|                     | 15 | Kamil Glik            |     |     |
|                     | 02 | Matty Cash            | 88e |     |
|                     | 10 | Grzegorz Krychowiak   |     | 71e |
|                     | 24 | Przemysław Frankowski |     | 87e |
|                     | 19 | Sebastian Szymański   |     | 64e |
|                     | 20 | Piotr Zieliński       |     |     |
|                     | 13 | Jakub Kamiński        |     | 71e |
|                     | 09 | Robert Lewandowski    |     |     |
| Remplaçants :       |    |                       |     |     |
|                     | 07 | Arkadiusz Milik       |     | 64e |
|                     | 06 | Krystian Bielik       |     | 71e |
|                     | 21 | Nicola Zalewski       |     | 71e |
|                     | 05 | Jan Bednarek          |     | 87e |
|                     | 11 | Kamil Grosicki        |     | 87e |
| Sélectionneur :     |    |                       |     |     |
| Czesław Michniewicz |    |                       |     |     |

| Assistants : Jorge Urrego Tulio Moreno Quatrième arbitre : Kevin Ortega Assistants arbitre vidéo : Mauro Vigliano Neuza Back Julio Bascuñán Homme du Match : Kylian Mbappé |

### Quart de finale

#### Angleterre - France
| Match 60                       | Angleterre      | 1 - 2   | France                                                | Stade Al-Bayt, Al-Khor                                                        |                                                                               |
| 10 décembre 2022 22h00 (UTC+3) | Kane 54e (pen.) | (0 - 1) | 17e Tchouaméni (Griezmann ) · 78e Giroud (Griezmann ) | Spectateurs : 68 895 Arbitrage : Wilton Sampaio Arbitre vidéo : Nicolás Gallo | Spectateurs : 68 895 Arbitrage : Wilton Sampaio Arbitre vidéo : Nicolás Gallo |
| 10 décembre 2022 22h00 (UTC+3) | Rapport         |         |                                                       | Spectateurs : 68 895 Arbitrage : Wilton Sampaio Arbitre vidéo : Nicolás Gallo | Spectateurs : 68 895 Arbitrage : Wilton Sampaio Arbitre vidéo : Nicolás Gallo |

| Angleterre | France |

| ANGLETERRE :     |    |                  |     |       |
|                  |    |                  |     |       |
| Gardien de but   | 01 | Jordan Pickford  |     |       |
|                  | 03 | Luke Shaw        |     |       |
|                  | 06 | Harry Maguire    | 90e |       |
|                  | 05 | John Stones      |     | 90+8e |
|                  | 02 | Kyle Walker      |     |       |
|                  | 04 | Declan Rice      |     |       |
|                  | 22 | Jude Bellingham  |     |       |
|                  | 08 | Jordan Henderson |     | 79e   |
|                  | 20 | Phil Foden       |     | 85e   |
|                  | 09 | Harry Kane       |     |       |
|                  | 17 | Bukayo Saka      |     | 79e   |
| Remplaçants :    |    |                  |     |       |
|                  | 19 | Mason Mount      |     | 79e   |
|                  | 10 | Raheem Sterling  |     | 79e   |
|                  | 11 | Marcus Rashford  |     | 85e   |
|                  | 07 | Jack Grealish    |     | 90+8e |
| Sélectionneur :  |    |                  |     |       |
| Gareth Southgate |    |                  |     |       |

| FRANCE :         |    |                     |     |     |
|                  |    |                     |     |     |
| Gardien de but   | 01 | Hugo Lloris         |     |     |
|                  | 22 | Théo Hernandez      | 82e |     |
|                  | 18 | Dayot Upamecano     |     |     |
|                  | 04 | Raphaël Varane      |     |     |
|                  | 05 | Jules Koundé        |     |     |
|                  | 14 | Adrien Rabiot       |     |     |
|                  | 08 | Aurélien Tchouaméni |     |     |
|                  | 10 | Kylian Mbappé       |     |     |
|                  | 07 | Antoine Griezmann   | 43e |     |
|                  | 11 | Ousmane Dembélé     | 47e | 80e |
|                  | 09 | Olivier Giroud      |     |     |
| Remplaçants :    |    |                     |     |     |
|                  | 20 | Kingsley Coman      |     | 80e |
| Sélectionneur :  |    |                     |     |     |
| Didier Deschamps |    |                     |     |     |

| Assistants : Bruno Boschilia Bruno Pires Quatrième arbitre : Mohammed Abdulla Hassan Mohamed Assistants arbitre vidéo : Juan Martínez Munuera Neuza Back Alejandro Hernández Homme du Match : Olivier Giroud |

### Demi-finale

#### France - Maroc
Le Maroc joue sa première demi-finale de Coupe du monde de son histoire après avoir réussi à éliminer l'Espagne (0-0 après prolongation puis 3-0 aux tirs au but) et le Portugal de Cristiano Ronaldo (1-0). Cette équipe est notamment composée de certains binationaux franco-marocains comme le capitaine et défenseur Romain Saïss, l'attaquant Sofiane Boufal et le sélectionneur Walid Regragui.
La France quant à elle joue sa septième demi-finale de Coupe du monde de son histoire (après 1958, 1982, 1986, 1998, 2006, 2018) après avoir éliminé la Pologne de Robert Lewandowski et l'Angleterre d'Harry Kane.
Ce match marque également les retrouvailles entre Kylian Mbappé et Achraf Hakimi qui sont meilleurs amis dans la vie de tous les jours et qui sont également coéquipiers au PSG.
Le match débute avec une domination française qui se concrétise dès la 5e minute de jeu après un but de Théo Hernandez à la suite d'une erreur de la défense marocaine. 
Le Maroc et la France se créent ensuite énormément d'occasions en 1re mi-temps sans réussir à être décisif devant les buts. 
En seconde mi-temps, le match est beaucoup plus équilibré avec une équipe marocaine qui se découvre et qui a failli égaliser à plusieurs reprises, mais à la 78e minute de jeu après un slalom de Kylian Mbappé qui passe sans problème la défense marocaine, l'entrant en jeu Randal Kolo Muani marque pour le 2-0 pour faire le break et ainsi qualifier la France en finale de Coupe du monde pour la 2e fois consécutive. À la fin du match, les Français réconfortent les Marocains en les félicitant de leur beau parcours, avec un échange de maillots remarquable entre Kylian Mbappé et Achraf Hakimi.
La France se qualifie pour sa 4e finale de Coupe du monde (24 ans après Deschamps et les siens, 16 ans après Zidane et les siens et 4 ans après la précédente génération menée par Hugo Lloris). 
| Match 62                       | France                           | 2 - 0   | Maroc | Stade Al-Bayt, Al-Khor                                                           |                                                                                  |
| 14 décembre 2022 22h00 (UTC+3) | T. Hernandez 5e · Kolo Muani 79e | (1 - 0) |       | Spectateurs : 68 294 Arbitrage : César Arturo Ramos Arbitre vidéo : Drew Fischer | Spectateurs : 68 294 Arbitrage : César Arturo Ramos Arbitre vidéo : Drew Fischer |
| 14 décembre 2022 22h00 (UTC+3) | Rapport                          |         |       | Spectateurs : 68 294 Arbitrage : César Arturo Ramos Arbitre vidéo : Drew Fischer | Spectateurs : 68 294 Arbitrage : César Arturo Ramos Arbitre vidéo : Drew Fischer |

| France | Maroc |

| FRANCE :         |    |                     |  |     |
|                  |    |                     |  |     |
| Gardien de but   | 01 | Hugo Lloris         |  |     |
|                  | 22 | Théo Hernandez      |  |     |
|                  | 24 | Ibrahima Konaté     |  |     |
|                  | 04 | Raphaël Varane      |  |     |
|                  | 05 | Jules Koundé        |  |     |
|                  | 13 | Youssouf Fofana     |  |     |
|                  | 08 | Aurélien Tchouaméni |  |     |
|                  | 10 | Kylian Mbappé       |  |     |
|                  | 07 | Antoine Griezmann   |  |     |
|                  | 11 | Ousmane Dembélé     |  | 78e |
|                  | 09 | Olivier Giroud      |  | 65e |
| Remplaçants :    |    |                     |  |     |
|                  | 26 | Marcus Thuram       |  | 65e |
|                  | 12 | Randal Kolo Muani   |  | 78e |
| Sélectionneur :  |    |                     |  |     |
| Didier Deschamps |    |                     |  |     |

| MAROC :         |    |                        |     |     |     |
|                 |    |                        |     |     |     |
| Gardien de but  | 01 | Yassine Bounou         |     |     |     |
|                 | 03 | Noussair Mazraoui      |     | 46e |     |
|                 | 06 | Romain Saïss           |     | 21e |     |
|                 | 20 | Achraf Dari            |     |     |     |
|                 | 18 | Jawad El Yamiq         |     |     |     |
|                 | 02 | Achraf Hakimi          |     |     |     |
|                 | 17 | Sofiane Boufal         | 27e | 66e |     |
|                 | 04 | Sofyan Amrabat         |     |     |     |
|                 | 08 | Azzedine Ounahi        |     |     |     |
|                 | 07 | Hakim Ziyech           |     |     |     |
|                 | 19 | Youssef En-Nesyri      |     | 66e |     |
| Remplaçants :   |    |                        |     |     |     |
|                 | 15 | Selim Amallah          |     | 21e | 78e |
|                 | 25 | Yahya Attiatallah      |     | 46e |     |
|                 | 09 | Abderrazak Hamed-Allah |     | 66e |     |
|                 | 14 | Zakaria Aboukhlal      |     | 66e |     |
|                 | 16 | Ez Abde                |     | 78e |     |
| Sélectionneur : |    |                        |     |     |     |
| Walid Regragui  |    |                        |     |     |     |

| Assistants : Alberto Morín Miguel Hernández Quatrième arbitre : Jesús Valenzuela Assistants arbitre vidéo : Nicolás Gallo Neuza Back Armando Villarreal Homme du Match : Antoine Griezmann |

### Finale
Argentine - France
L'Argentine joue sa sixième finale de Coupe du monde, après 1930, 1978, 1986, 1990 et 2014. Il s'agit de la quatrième finale pour la France après 1998, 2006 et 2018. L'équipe sud-américaine domine le match durant plus de soixante-dix minutes. Elle se détache 2-0, avec en premier lieu un penalty sifflé pour une faute d'Ousmane Dembélé sur Ángel Di María transformé par Lionel Messi à la 23e minute puis, moins d'un quart d'heure plus tard, une remontée fulgurante du terrain, avec une déviation de Messi vers Julián Álvarez qui lance Alexis Mac Allister lequel, à l'entrée de la surface renverse sur Di Maria esseulé qui bat Hugo Lloris. Pendant plus d'une heure, l'équipe de France prend l'eau et ne compte pas le moindre tir vers le but défendu par Emiliano Martínez. Didier Deschamps procède à sept changements pour tenter d'infléchir le cours des évènements, sortant Dembélé et Olivier Giroud en première mi-temps, Antoine Griezmann et Théo Hernandez en deuxième mi-temps, puis Adrien Rabiot, Raphael Varane et Jules Koundé en prolongations. Dans l'ordre d'apparition, Marcus Thuram et Randal Kolo Muani puis Eduardo Camavinga et Kingsley Coman et enfin, Youssouf Fofana, Ibrahima Konaté et Axel Disasi, entrent sur le terrain.
Le cours du match change à la 80e minute, quand Kylian Mbappé transforme le penalty sifflé après une faute de Nicolás Otamendi sur Kolo Muani qui lui est passé devant balle au pied en entrant dans la surface. D'un seul coup, les Bleus se mettent à gagner leurs duels, à assurer leurs passes et à récupérer les ballons. 97 secondes plus tard, Coman récupère la balle dans les pieds de Messi, transmet à Rabiot, qui alerte Mbappé à l'entrée de la surface, lequel s'appuie sur Thuram qui lui remet d'une louche ; le Parisien reprend de volée et égalise à 2-2, score à l'issue du temps réglementaire. Lors de la deuxième mi-temps des prolongations, les Argentins en contre-attaque se présentent à trois dans la surface française, le remplaçant Lautaro Martínez tire en force sur Lloris qui repousse, mais Messi reprend le ballon et inscrit son septième but de la compétition donnant l'avantage 3-2 à son équipe. Puis Gonzalo Montiel concède un penalty après avoir détourné de l'avant-bras, dans la surface, une frappe de Mbappé, lequel transforme le penalty, son troisième but de la finale. Il n'est que le second joueur à réussir cet exploit en finale après Geoff Hurst en 1966, mais le premier à totaliser quatre buts (en comptant celui inscrit en 2018) en finale. Il devient aussi le meilleur buteur du tournoi avec huit réalisations. Alors que les deux équipes se procurent tour à tour de belles occasions, la dernière, dans le temps additionnel de la prolongation, voit un tir à bout portant de Randal Kolo Muani être détourné du bout du pied gauche par Emiliano Martinez, ce qui est considéré notamment par Didier Deschamps comme une véritable balle de match. Le score en reste à 3-3, ce qui entraine la séance des tirs au but pour départager les deux équipes.
Lors de la séance de tirs au but, tous les tireurs argentins réussissent leurs tentatives, alors que Martinez repousse celle de Kingsley Coman et qu'Aurélien Tchouaméni frôle le poteau. L'Argentine l'emporte 4 tirs au but à 2, et la formation emmenée par Lionel Messi, désigné meilleur joueur de la compétition, accroche une troisième étoile à son maillot, trente-six ans après la victoire de Diego Maradona et les siens au Mexique. Par ailleurs la France est le troisième tenant du titre battu en finale, après l'Argentine en 1990 et le Brésil en 1998.
| Match 64                                                     | Argentine                                                    | 3 - 3 a. p.           | France                                                        | Stade de Lusail, Lusail                                                              |                                                                                      |
| 18 décembre 2022 · 18h00 (UTC+3) · Historique des rencontres | Messi 23e (pen.) · ( Mac Allister) Di María 36e · Messi 108e | (2 - 0, 2 - 2, 2 - 2) | 80e (pen.) Mbappé · 81e Mbappé (Thuram ) · 118e (pen.) Mbappé | Spectateurs : 88 966 Arbitrage : Szymon Marciniak Arbitre vidéo : Tomasz Kwiatkowski | Spectateurs : 88 966 Arbitrage : Szymon Marciniak Arbitre vidéo : Tomasz Kwiatkowski |
| 18 décembre 2022 · 18h00 (UTC+3) · Historique des rencontres | Rapport                                                      |                       |                                                               | Spectateurs : 88 966 Arbitrage : Szymon Marciniak Arbitre vidéo : Tomasz Kwiatkowski | Spectateurs : 88 966 Arbitrage : Szymon Marciniak Arbitre vidéo : Tomasz Kwiatkowski |
| 18 décembre 2022 · 18h00 (UTC+3) · Historique des rencontres | Messi · Dybala · Paredes · Montiel                           | Tirs au but 4 - 2     | Mbappé · Coman · Tchouaméni · Kolo Muani                      | Spectateurs : 88 966 Arbitrage : Szymon Marciniak Arbitre vidéo : Tomasz Kwiatkowski | Spectateurs : 88 966 Arbitrage : Szymon Marciniak Arbitre vidéo : Tomasz Kwiatkowski |

| Argentine | France |

| ARGENTINE :     |    |                     |        |        |
|                 |    |                     |        |        |
| Gardien de but  | 23 | Emiliano Martínez   | 120+5e |        |
|                 | 03 | Nicolás Tagliafico  |        | 120+1e |
|                 | 19 | Nicolás Otamendi    |        |        |
|                 | 13 | Cristian Romero     |        |        |
|                 | 26 | Nahuel Molina       |        | 90e    |
|                 | 20 | Alexis Mac Allister |        | 116e   |
|                 | 24 | Enzo Fernández      | 45+7e  |        |
|                 | 07 | Rodrigo De Paul     |        | 102e   |
|                 | 11 | Ángel Di María      |        | 64e    |
|                 | 09 | Julián Álvarez      |        | 103e   |
|                 | 10 | Lionel Messi        |        |        |
| Remplaçants :   |    |                     |        |        |
|                 | 08 | Marcos Acuña        | 90+8e  | 64e    |
|                 | 04 | Gonzalo Montiel     | 116e   | 90e    |
|                 | 05 | Leandro Paredes     | 114e   | 102e   |
|                 | 22 | Lautaro Martínez    |        | 103e   |
|                 | 06 | Germán Pezzella     |        | 116e   |
|                 | 21 | Paulo Dybala        |        | 120+1e |
| Sélectionneur : |    |                     |        |        |
| Lionel Scaloni  |    |                     |        |        |

| FRANCE :         |    |                     |       |        |
|                  |    |                     |       |        |
| Gardien de but   | 01 | Hugo Lloris         |       |        |
|                  | 22 | Théo Hernandez      |       | 71e    |
|                  | 18 | Dayot Upamecano     |       |        |
|                  | 04 | Raphaël Varane      |       | 113e   |
|                  | 05 | Jules Koundé        |       | 120+1e |
|                  | 08 | Aurélien Tchouaméni |       |        |
|                  | 14 | Adrien Rabiot       | 55e   | 96e    |
|                  | 07 | Antoine Griezmann   |       | 71e    |
|                  | 10 | Kylian Mbappé       |       |        |
|                  | 09 | Olivier Giroud      | 90+5e | 41e    |
|                  | 11 | Ousmane Dembélé     |       | 41e    |
| Remplaçants :    |    |                     |       |        |
|                  | 12 | Randal Kolo Muani   |       | 41e    |
|                  | 26 | Marcus Thuram       | 87e   | 41e    |
|                  | 20 | Kingsley Coman      |       | 71e    |
|                  | 25 | Eduardo Camavinga   |       | 71e    |
|                  | 13 | Youssouf Fofana     |       | 96e    |
|                  | 24 | Ibrahima Konaté     |       | 113e   |
|                  | 03 | Axel Disasi         |       | 120+1e |
| Sélectionneur :  |    |                     |       |        |
| Didier Deschamps |    |                     |       |        |

| Assistants : Pawel Sokolnicki Tomasz Listkiewicz Quatrième arbitre : Ismail Elfath Cinquième arbitre : Kathryn Nesbitt Assistants arbitre vidéo : Juan Soto Kyle Atkins Fernando Guerrero Arbitre assistant vidéo de réserve : Bastian Dankert Arbitre assistant vidéo assistant de réserve : Corey Parker Homme du Match : Lionel Messi |

## Statistiques

### Temps de jeu
| Joueur              |          |          |          |          |          |          |          | TT       | But inscrit | Passe décisive | MJ       | MT       | Légende |
| ------------------- | -------- | -------- | -------- | -------- | -------- | -------- | -------- | -------- | ----------- | -------------- | -------- | -------- | --- |
| Gardiens            | Gardiens | Gardiens | Gardiens | Gardiens | Gardiens | Gardiens | Gardiens | Gardiens | Gardiens    | Gardiens       | Gardiens | Gardiens | Abréviations et symboles : · TT : Total de minutes jouées · MJ : Nombre de matchs joués · MT : Matchs joués en tant que titulaire · : but · : passe décisive · : joueur entré · : joueur remplacé · : capitaine · : carton jaune · : carton rouge · |
| Alphonse Areola     | -        | -        | -        | -        | -        | -        | -        | -        | -           | -              | -        | -        | Abréviations et symboles : · TT : Total de minutes jouées · MJ : Nombre de matchs joués · MT : Matchs joués en tant que titulaire · : but · : passe décisive · : joueur entré · : joueur remplacé · : capitaine · : carton jaune · : carton rouge · |
| Hugo Lloris         | 90       | 90       | -        | 90       | 90       | 90       | 120      | 570      | -           | -              | 6        | 6        | Abréviations et symboles : · TT : Total de minutes jouées · MJ : Nombre de matchs joués · MT : Matchs joués en tant que titulaire · : but · : passe décisive · : joueur entré · : joueur remplacé · : capitaine · : carton jaune · : carton rouge · |
| Steve Mandanda      | -        | -        | 90       | -        | -        | -        | -        | 90       | -           | -              | 1        | 1        | Abréviations et symboles : · TT : Total de minutes jouées · MJ : Nombre de matchs joués · MT : Matchs joués en tant que titulaire · : but · : passe décisive · : joueur entré · : joueur remplacé · : capitaine · : carton jaune · : carton rouge · |
| Défenseurs          |          |          |          |          |          |          |          |          |             |                |          |          | Abréviations et symboles : · TT : Total de minutes jouées · MJ : Nombre de matchs joués · MT : Matchs joués en tant que titulaire · : but · : passe décisive · : joueur entré · : joueur remplacé · : capitaine · : carton jaune · : carton rouge · |
| Axel Disasi         | -        | -        | 90       | 0        | -        | -        | 0        | 90       | -           | -              | 3        | 1        | Abréviations et symboles : · TT : Total de minutes jouées · MJ : Nombre de matchs joués · MT : Matchs joués en tant que titulaire · : but · : passe décisive · : joueur entré · : joueur remplacé · : capitaine · : carton jaune · : carton rouge · |
| Lucas Hernandez     | 13       |          |          |          |          |          |          | 13       | -           | -              | 1        | 1        | Abréviations et symboles : · TT : Total de minutes jouées · MJ : Nombre de matchs joués · MT : Matchs joués en tant que titulaire · : but · : passe décisive · : joueur entré · : joueur remplacé · : capitaine · : carton jaune · : carton rouge · |
| Théo Hernandez      | 77       | 90       | -        | 90       | 90       | 90       | 71       | 508      | 1           | 2              | 6        | 5        | Abréviations et symboles : · TT : Total de minutes jouées · MJ : Nombre de matchs joués · MT : Matchs joués en tant que titulaire · : but · : passe décisive · : joueur entré · : joueur remplacé · : capitaine · : carton jaune · : carton rouge · |
| Ibrahima Konaté     | 90       | 15       | 90       | -        | -        | 90       | 7        | 282      | -           | -              | 5        | 3        | Abréviations et symboles : · TT : Total de minutes jouées · MJ : Nombre de matchs joués · MT : Matchs joués en tant que titulaire · : but · : passe décisive · : joueur entré · : joueur remplacé · : capitaine · : carton jaune · : carton rouge · |
| Jules Koundé        | 1        | 90       | -        | 90       | 90       | 90       | 120      | 481      | -           | -              | 6        | 5        | Abréviations et symboles : · TT : Total de minutes jouées · MJ : Nombre de matchs joués · MT : Matchs joués en tant que titulaire · : but · : passe décisive · : joueur entré · : joueur remplacé · : capitaine · : carton jaune · : carton rouge · |
| Benjamin Pavard     | 89       | -        | -        | -        | -        | -        | -        | 89       | -           | -              | 1        | 1        | Abréviations et symboles : · TT : Total de minutes jouées · MJ : Nombre de matchs joués · MT : Matchs joués en tant que titulaire · : but · : passe décisive · : joueur entré · : joueur remplacé · : capitaine · : carton jaune · : carton rouge · |
| William Saliba      | -        | -        | 27       | -        | -        | -        | -        | 27       | -           | -              | 1        | 0        | Abréviations et symboles : · TT : Total de minutes jouées · MJ : Nombre de matchs joués · MT : Matchs joués en tant que titulaire · : but · : passe décisive · : joueur entré · : joueur remplacé · : capitaine · : carton jaune · : carton rouge · |
| Dayot Upamecano     | 90       | 90       | -        | 90       | 90       | -        | 120      | 480      | -           | -              | 5        | 5        | Abréviations et symboles : · TT : Total de minutes jouées · MJ : Nombre de matchs joués · MT : Matchs joués en tant que titulaire · : but · : passe décisive · : joueur entré · : joueur remplacé · : capitaine · : carton jaune · : carton rouge · |
| Raphaël Varane      | -        | 75       | 63       | 90       | 90       | 90       | 113      | 521      | -           | -              | 6        | 6        | Abréviations et symboles : · TT : Total de minutes jouées · MJ : Nombre de matchs joués · MT : Matchs joués en tant que titulaire · : but · : passe décisive · : joueur entré · : joueur remplacé · : capitaine · : carton jaune · : carton rouge · |
| Milieux             |          |          |          |          |          |          |          |          |             |                |          |          | Abréviations et symboles : · TT : Total de minutes jouées · MJ : Nombre de matchs joués · MT : Matchs joués en tant que titulaire · : but · : passe décisive · : joueur entré · : joueur remplacé · : capitaine · : carton jaune · : carton rouge · |
| Eduardo Camavinga   | -        | -        | 90       | -        | -        | -        | 49       | 139      | -           | -              | 2        | 1        | Abréviations et symboles : · TT : Total de minutes jouées · MJ : Nombre de matchs joués · MT : Matchs joués en tant que titulaire · : but · : passe décisive · : joueur entré · : joueur remplacé · : capitaine · : carton jaune · : carton rouge · |
| Youssouf Fofana     | 13       | 0        | 73       | 24       | -        | 90       | 24       | 224      | -           | -              | 6        | 2        | Abréviations et symboles : · TT : Total de minutes jouées · MJ : Nombre de matchs joués · MT : Matchs joués en tant que titulaire · : but · : passe décisive · : joueur entré · : joueur remplacé · : capitaine · : carton jaune · : carton rouge · |
| Mattéo Guendouzi    | -        | -        | 79       | -        | -        | -        | -        | 79       | -           | -              | 1        | 1        | Abréviations et symboles : · TT : Total de minutes jouées · MJ : Nombre de matchs joués · MT : Matchs joués en tant que titulaire · : but · : passe décisive · : joueur entré · : joueur remplacé · : capitaine · : carton jaune · : carton rouge · |
| Adrien Rabiot       | 90       | 90       | 27       | 90       | 90       | -        | 96       | 483      | 1           | 1              | 6        | 5        | Abréviations et symboles : · TT : Total de minutes jouées · MJ : Nombre de matchs joués · MT : Matchs joués en tant que titulaire · : but · : passe décisive · : joueur entré · : joueur remplacé · : capitaine · : carton jaune · : carton rouge · |
| Aurélien Tchouaméni | 77       | 90       | 90       | 66       | 90       | 90       | 120      | 623      | 1           | -              | 7        | 7        | Abréviations et symboles : · TT : Total de minutes jouées · MJ : Nombre de matchs joués · MT : Matchs joués en tant que titulaire · : but · : passe décisive · : joueur entré · : joueur remplacé · : capitaine · : carton jaune · : carton rouge · |
| Jordan Veretout     | -        | -        | 63       | -        | -        | -        | -        | 63       | -           | -              | 1        | 1        | Abréviations et symboles : · TT : Total de minutes jouées · MJ : Nombre de matchs joués · MT : Matchs joués en tant que titulaire · : but · : passe décisive · : joueur entré · : joueur remplacé · : capitaine · : carton jaune · : carton rouge · |
| Attaquants          |          |          |          |          |          |          |          |          |             |                |          |          | Abréviations et symboles : · TT : Total de minutes jouées · MJ : Nombre de matchs joués · MT : Matchs joués en tant que titulaire · : but · : passe décisive · : joueur entré · : joueur remplacé · : capitaine · : carton jaune · : carton rouge · |
| Karim Benzema       |          |          |          |          |          |          |          | -        | -           | -              | -        | -        | Abréviations et symboles : · TT : Total de minutes jouées · MJ : Nombre de matchs joués · MT : Matchs joués en tant que titulaire · : but · : passe décisive · : joueur entré · : joueur remplacé · : capitaine · : carton jaune · : carton rouge · |
| Kingsley Coman      | 13       | 15       | 63       | 14       | 10       | -        | 49       | 164      | -           | -              | 6        | 1        | Abréviations et symboles : · TT : Total de minutes jouées · MJ : Nombre de matchs joués · MT : Matchs joués en tant que titulaire · : but · : passe décisive · : joueur entré · : joueur remplacé · : capitaine · : carton jaune · : carton rouge · |
| Ousmane Dembélé     | 77       | 75       | 11       | 76       | 80       | 78       | 41       | 458      | -           | 2              | 7        | 6        | Abréviations et symboles : · TT : Total de minutes jouées · MJ : Nombre de matchs joués · MT : Matchs joués en tant que titulaire · : but · : passe décisive · : joueur entré · : joueur remplacé · : capitaine · : carton jaune · : carton rouge · |
| Olivier Giroud      | 89       | 63       | -        | 76       | 90       | 65       | 41       | 424      | 4           | -              | 6        | 6        | Abréviations et symboles : · TT : Total de minutes jouées · MJ : Nombre de matchs joués · MT : Matchs joués en tant que titulaire · : but · : passe décisive · : joueur entré · : joueur remplacé · : capitaine · : carton jaune · : carton rouge · |
| Antoine Griezmann   | 90       | 90       | 17       | 90       | 90       | 90       | 71       | 538      | -           | 3              | 7        | 6        | Abréviations et symboles : · TT : Total de minutes jouées · MJ : Nombre de matchs joués · MT : Matchs joués en tant que titulaire · : but · : passe décisive · : joueur entré · : joueur remplacé · : capitaine · : carton jaune · : carton rouge · |
| Randal Kolo Muani   | -        | -        | 90       | -        | -        | 12       | 79       | 181      | 1           | -              | 3        | 1        | Abréviations et symboles : · TT : Total de minutes jouées · MJ : Nombre de matchs joués · MT : Matchs joués en tant que titulaire · : but · : passe décisive · : joueur entré · : joueur remplacé · : capitaine · : carton jaune · : carton rouge · |
| Kylian Mbappé       | 90       | 90       | 27       | 90       | 90       | 90       | 120      | 597      | 8           | 2              | 7        | 6        | Abréviations et symboles : · TT : Total de minutes jouées · MJ : Nombre de matchs joués · MT : Matchs joués en tant que titulaire · : but · : passe décisive · : joueur entré · : joueur remplacé · : capitaine · : carton jaune · : carton rouge · |
| Marcus Thuram       | 1        | 27       | -        | 14       | -        | 25       | 79       | 146      | -           | 2              | 5        | 0        | Abréviations et symboles : · TT : Total de minutes jouées · MJ : Nombre de matchs joués · MT : Matchs joués en tant que titulaire · : but · : passe décisive · : joueur entré · : joueur remplacé · : capitaine · : carton jaune · : carton rouge · |
| TOTAL               |          |          |          |          |          |          |          |          |             |                |          |          | Abréviations et symboles : · TT : Total de minutes jouées · MJ : Nombre de matchs joués · MT : Matchs joués en tant que titulaire · : but · : passe décisive · : joueur entré · : joueur remplacé · : capitaine · : carton jaune · : carton rouge · |
| Équipe de France    | 90       | 90       | 90       | 90       | 90       | 90       | 120      | 660      | 16          | 12             | 7        | -        | Abréviations et symboles : · TT : Total de minutes jouées · MJ : Nombre de matchs joués · MT : Matchs joués en tant que titulaire · : but · : passe décisive · : joueur entré · : joueur remplacé · : capitaine · : carton jaune · : carton rouge · |

| Buts | Joueurs             | Adversaires                                         |
| ---- | ------------------- | --------------------------------------------------- |
| 8    | Kylian Mbappé       | Australie, Danemark (2), Pologne (2), Argentine (3) |
| 4    | Olivier Giroud      | Australie (2), Pologne, Angleterre                  |
| 1    | Théo Hernandez      | Maroc                                               |
| 1    | Randal Kolo Muani   | Maroc                                               |
| 1    | Adrien Rabiot       | Australie                                           |
| 1    | Aurélien Tchouaméni | Angleterre                                          |

| Passes | Joueurs           | Adversaires              |
| ------ | ----------------- | ------------------------ |
| 3      | Antoine Griezmann | Danemark, Angleterre (2) |
| 2      | Ousmane Dembélé   | Australie, Pologne       |
| 2      | Kylian Mbappé     | Australie, Pologne       |
| 2      | Théo Hernandez    | Australie, Danemark      |
| 2      | Marcus Thuram     | Pologne, Argentine       |
| 1      | Adrien Rabiot     | Australie                |

## Audiences
| Match              | Adversaire | Date et heure française          | Audiences                         | Part de marché | Chaîne               | Réf.   |
| ------------------ | ---------- | -------------------------------- | --------------------------------- | -------------- | -------------------- | ------ |
| Premier tour       | Australie  | Mardi 22 novembre 2022 à 20 h    | 12,53 millions de téléspectateurs | 48,1 %         | TF1 et beIN Sports 1 | [ 23 ] |
| Premier tour       | Danemark   | Samedi 26 novembre 2022 à 17 h   | 11,59 millions de téléspectateurs | 62,8 %         | TF1 et beIN Sports 1 | [ 24 ] |
| Premier tour       | Tunisie    | Mercredi 30 novembre 2022 à 16 h | 8,84 millions de téléspectateurs  | 61,7 %         | TF1 et beIN Sports 1 | [ 25 ] |
| Huitième de finale | Pologne    | Dimanche 4 décembre 2022 à 16 h  | 14,32 millions de téléspectateurs | 68,9 %         | TF1 et beIN Sports 1 | [ 26 ] |
| Quart de finale    | Angleterre | Samedi 10 décembre 2022 à 20 h   | 17,72 millions de téléspectateurs | 62,8 %         | TF1 et beIN Sports 1 | [ 27 ] |
| Demi-finale        | Maroc      | Mercredi 14 décembre 2022 à 20 h | 20,7 millions de téléspectateurs  | 66,4 %         | TF1 et beIN Sports 1 | [ 28 ] |
| Finale             | Argentine  | Dimanche 18 décembre 2022 à 16 h | 24,08 millions de téléspectateurs | 81 %           | TF1 et beIN Sports 1 | [ 29 ] |